# Samsung Galaxy S5
A Samsung Galaxy S5 egy androidos érintőképernyős okostelefon, amelyet a Samsung gyárt. 2014. április 11-én került bemutatásra. A Samsung S szériájának a tagja. Elődje a Galaxy S4, mini változat is készült belőle S5 mini néven. Utódja a Galaxy S6 okostelefon.

## Specifikációk
Hardver:
| Processzor típusa     | - SoC/CPU: Qualcomm Snapdragon 801 MSM8974AC - GPU: Adreno 330 |
| Processzormagok száma | 4 magos                                                        |
| Processzor sebessége  | 2.5 GHz                                                        |
| RAM                   | 2 GB                                                           |
| Belső memória mérete  | 16 GB                                                          |
| Memória bővíthető     | Igen                                                           |
| Memóriakártya típusa  | microSD (max. 128 GB)                                          |

Kamera:
| Előlapi kamera felbontása           | 2 MPx             |
| Előlapi kamera maximális felbontása | 1920 x 1080 pixel |
| Hátlapi kamera felbontása           | 16 MPx            |
| Hátlapi kamera maximális felbontása | 5312 x 2988 pixel |

Kijelző:
| Kijelző felbontása | 1920 x 1080 pixel      |
| Kijelző típusa     | Kapacitív Super AMOLED |
| Gorilla Glass      | Igen                   |

Adatátvitel:
| Adatátvitel | MHL támogatás Wi-Fi Wi-Fi Direct DLNA támogatás NFC támogatás Bluetooth |

Plusz tulajdonságok
| Vízálló | Igen |
| Porálló | Igen |